# Christian de Portzamparc
Christian de Portzamparc (Casablanca, 5 maggio 1944) è un architetto e urbanista francese.
Ha trascorso la sua gioventù a Rennes. Nel 1994 è stato il primo francese a ricevere il premio Pritzker, il Nobel dell'architettura; nel 2004 ha ricevuto il Gran Premio dell'urbanistica. Portzamparc ha studiato presso la Scuola superiore di Belle Arti a Parigi, dal 1962 al 1969. La scoperta degli schizzi di Le Corbusier l'ha spinto ad orientarsi verso la specializzazione in architettura. Tuttavia già da questo periodo si è allontanato dall'architettura moderna, ispirata alle teorie di Le Corbusier, ritenendo che, a Parigi, non si potesse distruggere completamente il passato. È anche il primo titolare della cattedra di “creazione artistica” al Collège de France. La sua lezione inaugurale è del 2 febbraio 2006 con il titolo: “Architettura: figure del mondo, figure del tempo”.

## Oltre la città tradizionale e i grandi quartieri: l'isolato aperto
Una delle prime illustrazioni delle sue idee è l'insieme degli alloggi popolari delle Hautes-Formes, nel XIII arrondissement di Parigi. Quando due torri dovevano essere costruite in questo luogo, l'abbandono della costruzione di edifici di grande altezza nella Parigi del 1974, modifica il progetto. Christian de Portzamparc decide di tracciare una strada attraverso il nuovo quartiere e lo dota di una piazza centrale. Crea una serie di immobili di dimensioni variabili, meno elevati a sud-ovest al fine di facilitarne l'esposizione solare. Le aperture sono ordinate e la pianta unica è respinta a favore dei modelli differenti di appartamenti, secondo la posizione in tutti gli edifici. Questo insieme di alloggi segnano la fine dell'architettura standardizzata dell'operazione urbanistica denominata Italia 13 a Parigi.

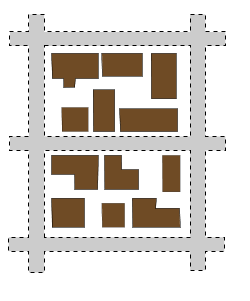
L'isolato aperto

Dopo questa prima esperienza, Portzamparc, nel corso degli anni ottanta, formalizza a poco a poco il concetto dell'isolato aperto (ilot ouvert) e lo oppone ai due tipi che, hanno dominato l'architettura dal XIX secolo:
- Il blocco haussmanniano che offre una facciata continua sulla via e dentro si richiude su una corte interna.
- Il piano libero lecorbusieriano dei grandi blocchi, nella quale gli edifici non si orientano più in rapporto alle vie.

L'isolato aperto raggruppa delle costruzioni autonome attorno ad una via tradizionale, l'altezza degli immobili è limitata senza essere uguale tra un edificio e l'altro e le facciate sono generalmente sulla via ma senza continuità tra le diverse costruzioni. Portzamparc respinge la mitomania al fine di creare degli appartamenti dotati d'esposizione multipla e di creare delle fughe visive all'interno dell'isolato. La sua concezione dell'architettura mantiene dall'haussmannismo una gerarchizzazione tra gli spazi pubblici, semi-pubblici e privati, che l'architettura moderna delle torri e delle stecche ha perso rigettando la strada tradizionale multi-funzionale. Egli non riprende tuttavia il rigore e l'uniformità delle facciate haussmanniane tradizionali, alle quali preferisce un certo lirismo, caratterizzato dalla diversità delle costruzioni.
Attua il concetto dell'isolato aperto in grande scala, nel quadro dell'operazione Paris Rive Gauche. La realizzazione del plani-volumetrico e la concezione precisa degli edifici sono affidati ad altri architetti, nel quadro delle norme di costruzione concepite e fissate da Christian de Portzamparc. Il suo obbiettivo è quello di dare al quartiere un carattere basato sull'alternanza delle altezze, dei colori, dei materiali e degli stili architettonici. Utilizza la metafora della “natura morta”, che combina in modo armonioso oggetti differenti gli uni dagli altri.

## Premi e riconoscimenti
- 1989 - Viene nominato commandeur de l'Ordre des Arts et des Lettres dal Ministère de la Culture Manin Jaurès.
- 1990 - Viene insignito del Grand Prix d'Architecture de la Ville de Paris, premio assegnato dal Comune di Parigi.
- 1992 - L'Académie Francaise d'Architecture gli conferisce una medaglia per la Scuola di Danza dell'Opéra di Parigi e per la Cité de la Musique.
- 1993 - Viene insignito del Grand Prix National de l'Architecture assegnato dal Ministère de l'Équipement, du Logement et du Transport.
- 1994 - Viene insignito del Pritzker Prize.
- 1995 - Viene insignito della Équerre d'Argent, premio della casa editrice Le Moniteur, per la Cité de la Musique.
- 1995 - Viene nominato Preside della École Spéciale d'Architecture di Parigi.
- 1998 - Viene insignito della Équerre d'Argent, premio della casa editrice Le Moniteur, per la Scuola di Danza dell'Opéra di Parigi.
- 2018 - Premio Imperiale dalla Japan Art Association

## Opere realizzate
- 1971-1979: serbatoio d'acqua a Marne-la-Vallée.
- 1979: insieme degli Hautes-Formes, 209 alloggi popolari, Parigi XIII.
- 1987: scuola di danza dell'Opéra di Parigi a Nanterre.
- 1988-1992: ampliamento del museo Bourdelle, Parigi.
- 1989-1992: immobili residenziali, Nexus Workd, Fukuoka (Giappone).
- 1990: residenza Paul Riquet, Nanterre.
- 1991-1994: immobili residenziali, ZAC, Bercy.
- 1991-1995: Tour de Lille, Lilla [1]
- 1994: résidence Parc Nord (aka MH51), Nanterre.
- 1995: Città della Musica, Parigi XIX (oggetto del premio Équerre d'Argent).
- 1995: Torre del Crédit Lyonnais nel quartiere Euralille, Lilla.
- 1999: ristrutturazione del Palazzo dei congressi di Parigi, XVII.
- 1999: torre LVMH, New York.
- 2000: tribunale di Grasse.
- 1996-2003: nuova sala filarmonica, Lussemburgo.
- 2000: Grande Biblioteca del Quebec, Montréal.
- 2002: ambasciata di Francia a Berlino.
- 2002: torre Granite per la Société Générale, Parigi La Défense (in costruzione).
- 2002-2007: Città della musica, Rio de Janeiro (Brasile).
- 2004: Sede di Le Monde, Parigi XIII.
- 2006: Les Champs-Libres, biblioteca, mediateca e planetario, Rennes.
- 2006: Musée Hergé, Louvain-la-Neuve (edificato nel 2008).
- 2013-2017: Paris La Défense Arena, Nanterre
- 2021: Tour Eria, Parigi, La Défense